# Juan José Urráburu
Juan José Urráburu (* 23. Mai 1844 in Zeanuri; † 11. August 1904 in Burgos) war ein spanischer Jesuit und neuscholastischer Philosophie-Professor in Spanien, Rom und Frankreich. Er publizierte zwei wichtige Werke: Institutiones philosophicae (8 Bände) und Compendium philosophiae scholasticae (5 Bände).

## Leben und Werk
Juan José Urráburu studierte von 1863 bis 1866 Philosophie in León. Nach der Vertreibung der Jesuiten aus Spanien absolvierte er von 1869 bis 1871 sein Studium der Theologie in St. Beunon (England) und setzte es von 1872 bis 1873 in Salamanca fort.
Von 1874 bis 1876 wirkte er als Philosophielehrer und von 1876 bis 1878 als Theologielehrer in Poyanne. 1878 wurde er zum Professor für Philosophie an der Gregoriana in Rom ernannt. Von 1887 bis 1902 lehrte er in Valladolid, Oña und Salamanca. Juan José Urráburu verfasste Kompendien der Philosophie und der Neuscholastik. Er arbeitete intensiv über Francisco Suárez, den er als mit Thomas von Aquin übereinstimmend aufweisen wollte.

## Quelle
- Coreth, Ehlen, Haeffner, Ricken: Philosophie des 20. Jahrhunderts 1986
- Hugo Unterberger: Urráburu, Juan José. In: Josef Höfer, Karl Rahner (Hrsg.): Lexikon für Theologie und Kirche. 2. Auflage. Band 10. Herder, Freiburg im Breisgau 1965, Sp. 567.
- Fernando Domínguez: Urráburu, Juan José. In: Walter Kasper (Hrsg.): Lexikon für Theologie und Kirche. 3. Auflage. Band 11. Herder, Freiburg im Breisgau 2001, Sp. 251.